# Jávorka Sándor
Jávorka Sándor (Hegybánya, 1883. március 12. – Budapest, 1961. szeptember 28.) Kossuth-díjas botanikus, a Magyar Tudományos Akadémia levelező (1936), rendes (1943), majd igazgató (1946) tagja. A 20. századi magyar növénytani, azon belül a florisztikai és növényföldrajzi kutatások kimagasló jelentőségű alakja volt, nevéhez fűződik a magyarországi és Kárpát-medencei flóra teljességre törő, átfogó feltérképezése és leírása az addig és azóta is egyedülálló, A magyar flóra című monográfiában (1924–1925). Egy életen át volt a Magyar Nemzeti Múzeum – ma a Magyar Természettudományi Múzeum kezelésében álló – növénytárának munkatársa, 1919-ben és 1934–1940-ben igazgatója. Botanikai szakmunkákban nevének rövidítése: „Jáv.”.

## Életútja
A szülőfalujához közel eső Selmecbányán végezte középiskolai tanulmányait, majd a Budapesti Tudományegyetemen szerezte meg földrajz–természetrajz szakos tanári oklevelét 1905-ben. Már 1904-től az egyetemi botanikus kertben dolgozott gyakornokként, majd 1905-től a Magyar Nemzeti Múzeum növénytárának alkalmazásában állt. 1906-ban került sor Hazai Onosma-fajaink című doktori disszertációja megvédésére, bölcsészdoktori oklevele megszerzésére. A növénytárban 1907-től segédőri, 1912-től múzeumőri beosztásban dolgozott. 1916–1918-ban a Magyar Tudományos Akadémia megbízásából a Monarchia hadserege által megszállt Észak-Albániában járt botanikai gyűjtőúton. A Tanácsköztársaság idején, 1919-ben a közoktatásügyi népbiztosság őt nevezte ki a növénytár igazgatójává. A kommün leverését követően elveszítette igazgatói állását, s gyűjteménykezelő munkatársként dolgozott tovább az intézményben. 1934 és 1940 között a növénytár igazgatója volt. 1940-ben nyugdíjba vonult ugyan, ám nem hagyott fel a tudományos munkával, a második világháború után ő irányította a növénytár helyreállítását, és élete végéig a növénytár díjazás nélküli munkatársa maradt.

## Munkássága
Tudományos tevékenysége Közép-Európa florisztikai és növényföldrajzi vizsgálatára irányult. Fő célja a régió, s azon belül főként a Kárpát-medence vegetációjának részletes feltérképezése volt, növénytári munkája ennek megfelelően már az 1900-as évektől a Flora Hungarica gyűjtemény rendezése és kezelése, valamint a Herbarium Carpato-Pannonicum gyűjtemény kialakítása volt. Magyarországi terepmunkáin túl botanizált a Kárpátokban (Csehszlovákia, Románia) és a Balkán-félszigeten (Albánia, Bulgária, Jugoszlávia), de más európai tájakon is járt tanulmányúton (Ausztria, Svájc, Franciaország, Lengyelország, Szovjetunió). Terepbejárásai eredményeként kb. 22 ezer lapos herbáriumot állított össze, és mintegy 120 növényfajt fedezett fel és írt le, ezeket a taxonokat a nemzetközi botanikai szakirodalom a Jáv. rövidítéssel jelöli. A következő táblázat tartalmaz néhányat a Jávorkához köthető növényfajok közül:

| Tudományos elnevezés                          | Magyar elnevezés  | Növénynemzetség |
| --------------------------------------------- | ----------------- | --------------- |
| Galium huljakii Jáv.                          | –                 | Galaj           |
| Leucanthemum margaritae Gáyer ex Jáv.         | Óriás margitvirág | Margitvirág     |
| Lunaria telekiana Jáv.                        |                   | Holdviola       |
| Onosma tornense Jáv.                          | Tornai vértő      | Vértő           |
| Onosma viride (Borb.) Jáv.                    | –                 | Vértő           |
| Potentilla apennina forma skelensis Jáv.      | –                 | Pimpó           |
| Potentilla banatica (Th.Wolf) Jáv.            | –                 | Pimpó           |
| Potentilla budaiana Jáv.                      | –                 | Pimpó           |
| Potentilla csatoi Jáv.                        | –                 | Pimpó           |
| Potentilla moeszii Jáv. ex Prodán             | –                 | Pimpó           |
| Potentilla thuringiaca forma hunyadensis Jáv. | –                 | Pimpó           |
| Sanguisorba albanica András. & Jáv.           | –                 | Vérfű           |
| Sorbus bakonyensis Jáv.                       | Bakonyi berkenye  | Berkenye        |
| Sorbus borbasii Jáv.                          | Borbás-berkenye   | Berkenye        |
| Sorbus degenii Jáv.                           | Degen-berkenye    | Berkenye        |
| Sorbus hostii Jáv.                            | –                 | Berkenye        |
| Sorbus margittaiana (Jáv.) Kárpáti            | –                 | Berkenye        |
| Sorbus ronnigeri Jáv.                         | –                 | Berkenye        |

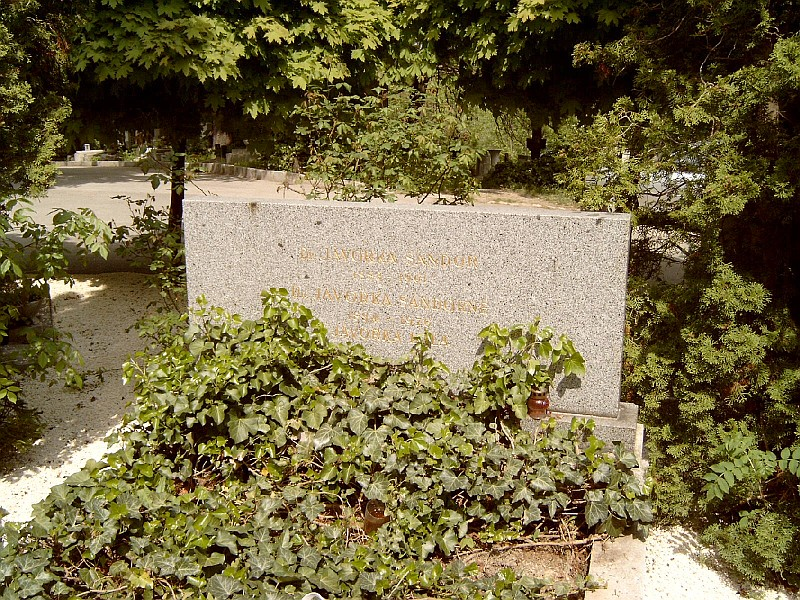
Jávorka Sándor sírja Budapesten (Farkasréti temető, 20. körönd–2–3/4.)

Kutatásai során számos növényföldrajzi kérdést tisztázott az egyes magyarországi flórajárások kiterjedését illetően. A Kárpát-medence növényvilágának rendszertani kérdései is foglalkoztatták, többek között feldolgozta a vértő (Onosma), a hölgymál (Hieracium), a len (Linum) és a berkenye (Sorbus) növénynemzetségeket, illetve a hangafélék (Ericaceae) családját, ebben terepi munkája mellett a növénytár gyűjteménye is segítségére volt.
Rendszerező és feltárómunkájának eredményei az 1920-as évek közepére értek be. 1924–1925-ben megjelent kétkötetes, A magyar flóra című műve volt a hazai botanika történetében az első, a Kárpát-medence flóráját tudományos igénnyel, kritikai szintézissel bemutató nagyszabású munka, amelyet az MTA Marczibányi-díjjal jutalmazott. Hasonlóan kimagasló tudományos jelentőségű kiadvány – mintegy A magyar flóra kiegészítése – volt az 1934-ig megjelent háromkötetes, A magyar flóra képekben című flóraalbum, amely Csapody Vera közel négyezer növényillusztrációját is tartalmazta. Az európai botanika történetében egyedülálló vállalkozásnak számító mű bővített kiadásban 1975-ben és 1991-ben – már Jávorka halála után – újra megjelent, 1975-ben angolul, 1979-ben németül is kiadták.
Ezeket a nagyszabású munkákat az 1940-es évektől további florisztikai munkái követték, amelyeknek tudományos értékük mellett gyakorlati hasznuk is kimagasló volt: a növényvilág egyes rendszertani csoportjait vagy növénytársulásait áttekintő, többnyire Csapody Vera növényakvarelljeivel illusztrált képes albumok közérthetőségüknek köszönhetően a természetjárók hasznos terepi kézikönyvei, növényhatározói lettek. Ezeket még a 20. század végén is haszonnal forgatták a természet szerelmesei, s nemcsak Magyarországon: a Jávorka–Csapody-féle növényhatározók más nyelveken is megjelentek.
Tudománytörténészi munkája elsősorban Kitaibel Pál munkásságára irányult, 1926 és 1945 között rendezte a nagy előd növénytári hagyatékát, herbáriumait, behatóan tanulmányozta életét és életművét, aminek lezárásaként 1957-ben jelent meg Kitaibel-monográfiája. Emellett nekrológokban emlékezett meg számos pályatársáról és foglalta össze életművük jelentőségét (Csató János, Degen Árpád, Bernátsky Jenő, Mágócsy-Dietz Sándor, Gombocz Endre, Moesz Gusztáv, Rapaics Raymund és mások).
Közel hat évtizedes tudományos pályája során mintegy 130 tanulmánya, további 100 népszerűsítő cikke és 18 kötete jelent meg. Részt vett a Botanikai Közlemények szerkesztési munkálataiban, 1954-től főszerkesztője volt az Acta Botanica szakfolyóiratnak, 1959-től pedig alapító szerkesztője a Magyarország Kultúrflórája című kiadványsorozatnak. Az Angliában gondozott és megjelent Flora Europae sorozat egyik magyarországi munkatársa volt.

## Társasági tagságai és elismerései
Tudományos munkássága elismeréseként 1936-ban a Magyar Tudományos Akadémia levelező, 1943-ban rendes tagjává választották, 1946 és 1949 között pedig igazgató tag is volt. 1945–1946-ban a Magyar Természettudományi Akadémia tagja, 1952-től első elnöke, majd tiszteleti tagja volt a Magyar Biológiai Társaságnak.
1949-ben a Szegedi Tudományegyetem címzetes nyilvános rendkívüli tanárává avatták. 1952-ben Kossuth-díjat kapott, 1953-ban a Magyar Népköztársasági Érdemrendjét, 1958-ban pedig a Munka Érdemrendet vehette át.

## Emlékezete

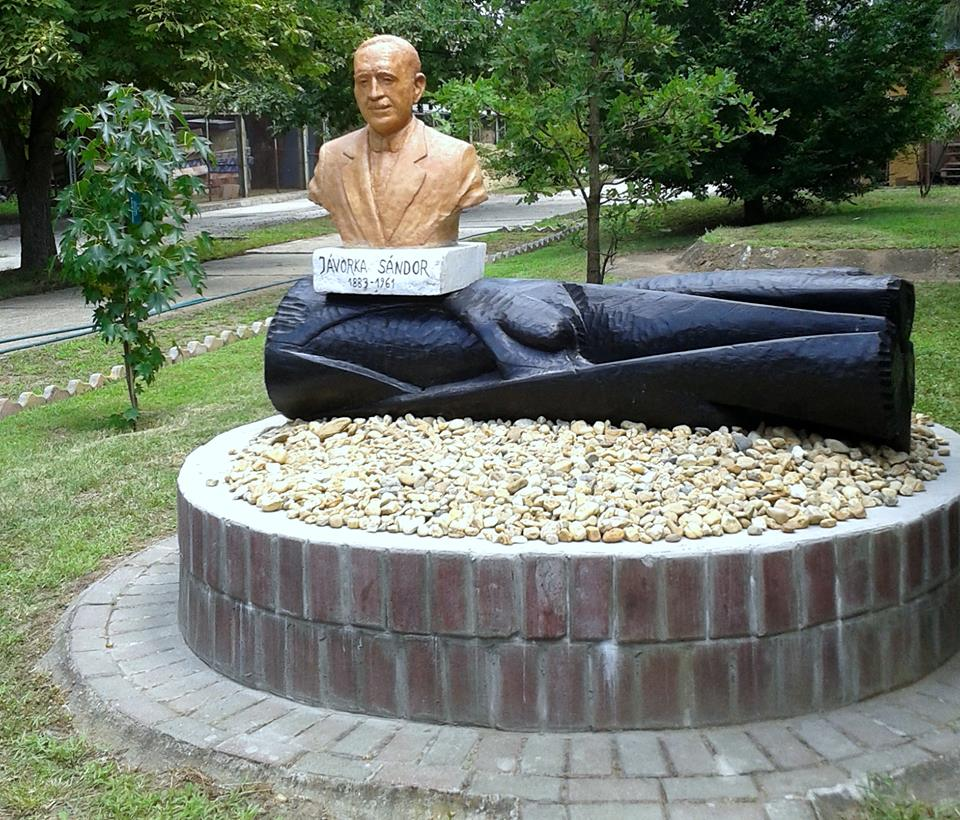
Jávorka Sándor mellszobra Debrecenben

A Magyar Természettudományi Múzeum növénytárában külön emlékszobát alakítottak ki Jávorka Sándor és állandó munkatársa, Csapody Vera életművének bemutatására. Tiszteletére és emlékezetére alapította a Magyar Biológiai Társaság kimagasló munkásságú botanikusok vagy ökológusok kitüntetésére a Jávorka Sándor-emlékérmet.
Mintegy negyven virágtalan és virágos növényt neveztek el róla, legutóbb a Borhidi Attila és Járainé Komlódi Magda által az 1990-es években leírt, Kubában honos buzérnemzetség kapta a Javorkaea elnevezést.
Tatán szakoktatási intézet, a Jávorka Sándor Mezőgazdasági és Élelmiszeripari Szakképző Iskola viseli a nevét.
2017-ben mellszobrot avattak a tiszteletére, amely Debrecenben, a Diószegi Sámuel Botanikus Kertben kapott helyet. A szobor Juha Richárd szobrászművész alkotása.

## Főbb művei
- Hazai Onosma-fajaink. in: Annales Historico-Naturales Musei Nationalis Hungarici 4 (1906) 406–449.
- Néhány adat a magyar flóra ismeretéhez. in: Magyar Botanikai Lapok 1910
- Az Erysimum crysimoides csoportról. in: Magyar Botanikai Lapok 1912
- Magyarország erdőségei. Budapest, k. n., 1920
- A magyar flóra: Magyarország virágos és edényes virágtalan növényeinek meghatározó kézikönyve I–II. Budapest, Studium, 1924–1925, cii + 1307 p.
- A magyar flóra kis határozója. Budapest, Studium, 1926, xxv + 324 p., 47 t. (Csapody Verával)
- Adatok Albánia flórájához – Additamenta ad floram Albaniae. Budapest, Magyar Tudományos Akadémia, 1926, 348 p. (Csiki Ernővel és Kümmerle Jenő Bélával)
- A magyar flóra képekben I–III. Budapest, 1929–1934 (Csapody Verával)
  - Angolul: Iconography of the flora from the south-eastern part of central Europe. Budapest, Akadémiai, 1975, 73 + xl + 576 p.
  - Latinul: Iconographia florae partis Austro-Orientalis Europae Centralis. Budapest, Akadémiai, 1975
  - Németül: Ikonographie der Flora des südöstlichen Mitteleuropa. Budapest, Akadémiai, 1979, 783 p.
- Növényelterjedési határok a Dunántúlon. in: Matematikai és Természettudományi Értesítő 1940
- Magyar gyógynövények I–II. Budapest, Földművelésügyi Minisztérium, 1948 (Augustin Bélával, Giovanni Rudolffal és Rom Pállal)
- Viruló természet I–II. Szerk. Jávorka Sándor. Budapest, Új Idők Irodalmi Intézet, 1947
- Erdő-mező virágai: A magyar flóra színes kis atlasza. Budapest, Mezőgazdasági, 1950, 208 p. + 120 t. (Csapody Verával)
  - Szlovákul: Kvety lesov a lúk. Bratislava, 1959, 237 p. + 60 t.
- A magyar növényvilág kézikönyve: Magyarország vadontermő és termesztett növényeinek meghatározója, ökológiai és gazdasági útmutatója. Budapest, Akadémiai, 1951 (Jávorka Sándor flóraművei alapján írta Soó Rezső)
- A baltacím. Budapest, Akadémiai, 1955, 66 + 53 p. (Mándy Györggyel és Vizer Jakabbal)
- Kitaibel Pál. Budapest, Akadémiai, 1957, 212 p.
- Kerti virágaink: Közép-európai dísznövények színes atlasza. Budapest, Mezőgazdasági, 1962, 154 p. (Csapody Verával)
- A gesztenye (Castanea sativa Mill.).  Budapest, Akadémiai, 1969, 123 p. = Magyarország Kultúrflórája 7/16. (Maliga Pállal)
- Erdő-mező növényei. Budapest, Natura, 1980, 201 p. + 120 t. (Csapody Verával és Csapody Istvánnal)
  - Szlovákul: Rastliny lesov a lúk. Bratislava, Priroda, 1983, 185 p., 60 t.